# One (álbum de Bob James)
One es el tercer álbum de estudio del músico estadounidense Bob James. Fue publicado a mediados de junio de 1974 a través del sello discográfico CTI Records.

## Grabación y contenido

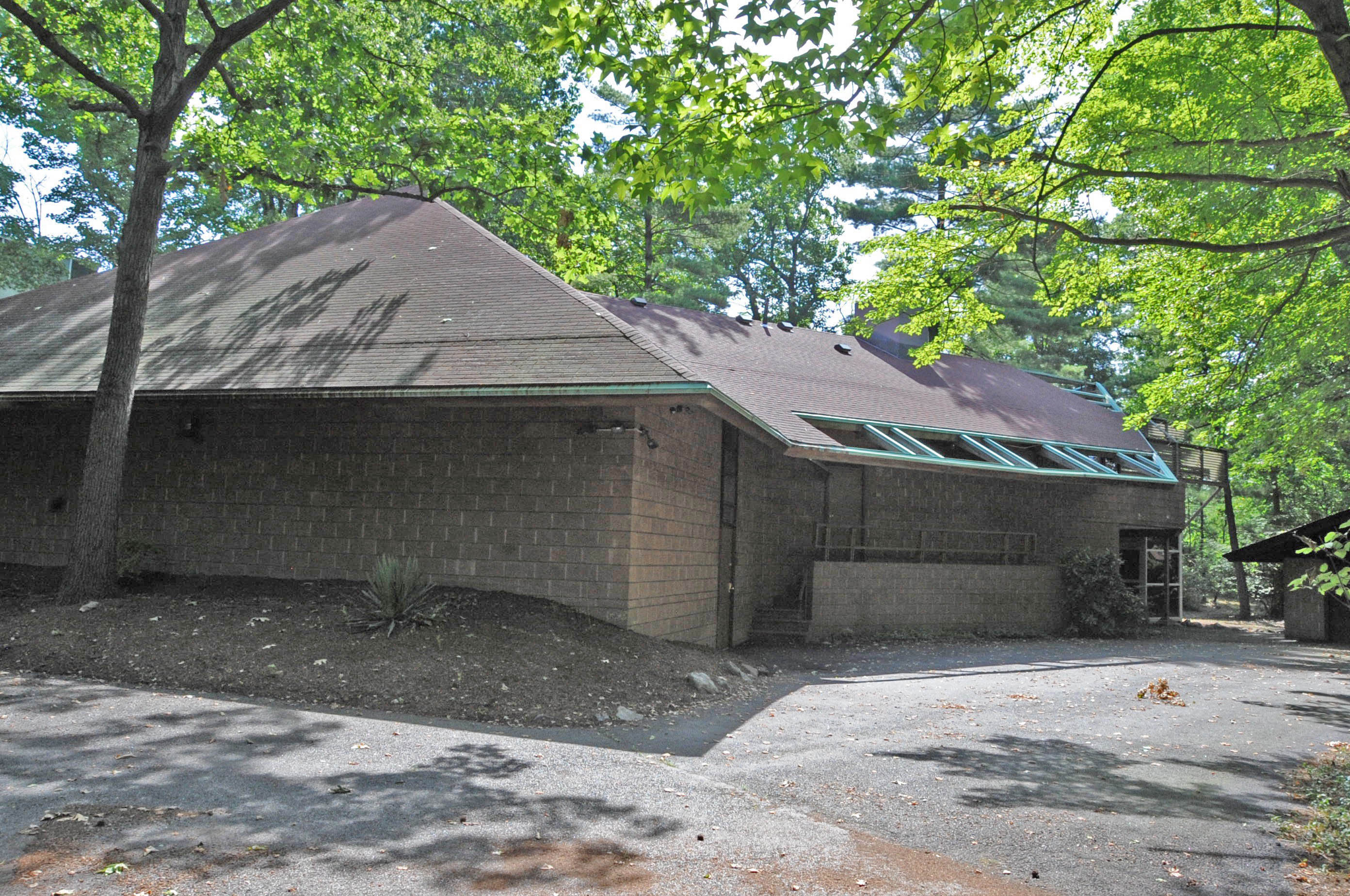
Van Gelder Recording Studios, donde James grabó One.

Las sesiones de grabación del álbum tuvieron lugar desde febrero hasta abril de 1974 en los estudios Van Gelder. Creed Taylor produjo el álbum mientras que Rudy Van Gelder se desempeñó como ingeniero de audio. One contenía seis canciones. Tres de los temas fueron compuestos por el propio James; Richard Evans fue acreditado como coautor en «Soulero». One incluye una versión de la composición «Night on Bald Mountain» de Modest Músorgski. Mientras trabaja como músico de sesión en «Feel Like Makin' Love» de Roberta Flack, a él le gustó la “hermosa melodía”, así que decidió grabarla usando el mismo personal de la canción.

## Recepción de la críltica

### Reseñas contemporáneas
Un escritor no especificado de Record World escribió: “Este destacado arreglista ha reunido una impresionante lista de músicos para mejorar su último y apasionante conjunto instrumental”. Un escritor no especificado de Billboard comentó: “Después de años como acompañante y de muchas sesiones geniales, a James finalmente se le ha dado la oportunidad de elegir su propia fecha de grabación. El resultado es sorprendentemente bueno y el material–en su mayor parte original–es bastante agradable. Sus arreglos son todos de bastante buen gusto y la música toca todas las bases”.

### Revisiones retrospectivas
En una reseña en retrospectiva para AllMusic, Scott Yanow le dio una calificación de cuatro estrellas sobre cinco, afirmando que “solo una versión ligeramente funky de «Feel Like Making Love» supera el nivel de una agradable música de fondo”. Andrew Cartmel de London Jazz News calificó One como musicalmente “irresistible”. Wesley Derbyshire, crítico de Hi-Res Edition, elogió el álbum de jazz fusion, describiéndolo como “maravillosamente exuberante”.

## Legado
Shizuka Sterns Morishita calificó One como “uno de los álbumes más famosos del llamado género jazz-funk, tanto sonora como visualmente impactante”. One ha sido descrito como un álbum importante en los inicios del género smooth jazz, y es famoso por su canción de cierre, «Nautilus», que se volvió importante para el hip hop como uno de los temas más sampleados de la música estadounidense.

## Lista de canciones
| Lado uno |                         |                     |          |  |
| N.º      | Título                  | Escritor(es)        | Duración |  |
| 1.       | «Valley of the Shadows» | Bob James           | 9:42     |  |
| 2.       | «In the Garden»         | Johann Pachelbel    | 3:06     |  |
| 3.       | «Soulero»               | James Richard Evans | 3:22     |  |

| Lado dos |                          |                  |          |  |
| N.º      | Título                   | Escritor(es)     | Duración |  |
| 1.       | «Night on Bald Mountain» | Modest Músorgski | 5:51     |  |
| 2.       | «Feel Like Making Love»  | Gene McDaniels   | 6:40     |  |
| 3.       | «Nautilus»               | James            | 5:08     |  |

## Posicionamiento
| Gráfica (1974)                            | Pico de posición |
| ----------------------------------------- | ---------------- |
| Estados Unidos (Billboard Top LPs & Tape) | 85               |
| Estados Unidos (Billboard Soul LPs)       | 48               |
| Estados Unidos (Billboard Jazz LPs)       | 2                |